# Chiến dịch phòng thủ Novorossiysk
Chiến dịch phòng thủ Novorossiysk nằm trong chuỗi Chiến dịch Kavkaz của Chiến tranh Xô-Đức. Bắt đầu từ ngày 17 tháng 8, Tập đoàn quân 17 (Đức)sử dụng Quân đoàn bộ binh xung kích 5 và Quân đoàn bộ binh 42 phối hợp với Quân đoàn bộ binh 14 của Tập đoàn quân 11 đổ bộ từ bán đảo Kerch sang bán đảo Taman tấn công lực lượng phòng thủ liên hợp lục quân và hải quân Hạm đội Biển Đen (Liên Xô) tại quân cảng Novorossisk. Tập đoàn quân 47 và sư đoàn bộ binh 216 thuộc Tập đoàn quân 56 của quân đội Liên Xô với sự yểm hộ và phối hợp của Hạm đội Biển Đen đã chống giữ quân cảng Novorossiysk trong hơn một tháng. Để đánh chiếm Novorossiysk, Quân đội Đức Quốc xã dùng chiến thuật thay phiên tấn công, bao vây trên bộ, dùng không quân ngăn chặn việc tiếp tế trên biển, tiêu hao các lực lượng phòng thủ của Liên Xô, lần lượt đánh chiếm từng tuyến phòng thủ của Tập đoàn quân 47 (Liên Xô), chiếm được tuyến nào, cho củng cố ngay tuyến đó làm bàn đạp tiếp tục tấn công. Đến ngày 26 tháng 9, quân Đức đã đánh chiếm toàn bộ quân cảng Novorossiysk, đánh thiệt hại nặng Tập đoàn quân 47 của quân đội Liên Xô, buộc Hạm đội Biển Đen (Liên Xô) phải chuyển đến trú đậu ở các căn cứ Sukhumi và Poti kém hoàn thiện hơn.

## Bối cảnh
Cuối năm 1942, Novorossisk là hải cảng lớn nhất còn lại của Hải quân Liên Xô tại Biển Đen trong khi các căn cứ hải quân quan trọng như Odessa, Sevastopol lần lượt bị quân Đức đánh chiếm. Mặc dù Liên Xô còn có một số cảng ở phía Nam như Batumi và Poti nhưng tại các cảng này không có đủ các công trình kỹ thuật để bảo dưỡng, sửa chữa tàu chiến, đặc biệt là tàu ngầm. Mực nước nông của các cảng này cũng không cho phép các thiết giáp hạm hạng nặng có thể cập bến. Nếu để mất Novorossiysk, Hạm đội Biển Đen của Hải quân Liên Xô có thể bị tê liệt. Do đó mà Novorossiysk đã trở thành một trong các mục tiêu quan trọng của Kế hoạch Edelweiß. Và cũng chính vì vậy mà Novorossiysk trở thành một chiến trường khốc liệt, tuy chật hẹp nhưng lại thu hút nhiều sinh lực và phương tiện của Quân đội, Hải quân Liên Xô và quân đội Đức Quốc xã tham chiến tại đây.
Cuối tháng 8 năm 1942, trong khi Tập đoàn quân xe tăng 1 (Đức) cố gắng đánh chiếm các khu mỏ dầu Maikop thì Tập đoàn quân 17 (Đức) dã đánh bật quân đội Liên Xô khỏi bán đảo Taman và ra đến bờ Biển Đen ở phía Bắc Novorossiysk. Không đạt được một kết quả quyết định trong việc đột kích trực diện vào Tuapse từ hướng Shaumyan, tướng Richard Ruoff, tư lệnh Tập đoàn quân 17 (Đức) đã tập trung quân đội của mình vào sườn bên phải để đánh chiếm quân cảng Novorossiysk, vừa để hạn chế hoạt động của Hạm đội Biển Đen (Liên Xô), vừa mở thêm một hướng đột kích từ phía ven bờ Đông của Biển Đen vào phía sau khu phòng thủ Tuapse với ý đồ cắt đôi Cụm tác chiến Biển Đen của quân đội Liên Xô.

## Binh lực

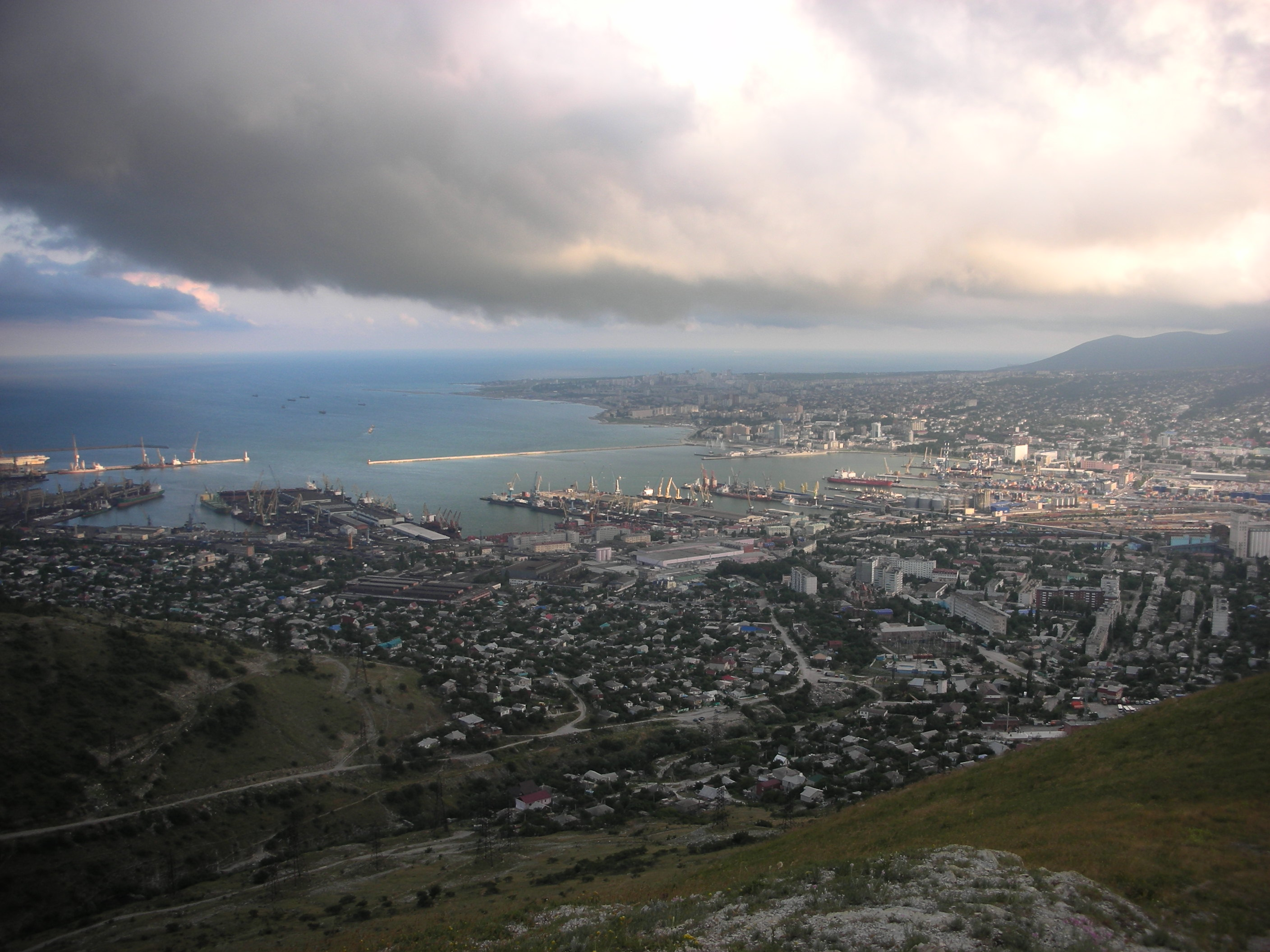
Toàn cảnh quân cảng Novorossiysk

Việc phòng thủ Novorossisk ban đầu được giao cho Tập đoàn quân 47, Sư đoàn bộ binh 216 của Tập đoàn quân 56, các biên đội tàu tuần duyên Azov, Temryuk, Kerch và tiểu đoàn bảo vệ của căn cứ hải quân Novorossisk. Sư đoàn không quân 237 thuộc Hạm đội Biển Đen có các căn cứ tại Gelendzhik, Batumi và Ochamchiri có 112 máy bay chịu trách nhiệm yểm hộ trên không phận. Lực lượng trên bộ do thiếu tướng G. P. Kotov (Tư lệnh Tập đoàn quân 47) chỉ huy. Lực lượng hải quân do Chuẩn đô đốc S. G. Gorshkov chỉ huy. Hỏa lực pháo binh bờ biển rất mỏng, chỉ có 87 khẩu có cỡ nòng từ 45 mm đến 152 mm. Phân hạm đội Novorossiysk có 2 pháo hạm, 26 tàu tuần duyên, 17 tàu phóng ngư lôi. Hỏa lực phòng không cũng chỉ có 84 pháo phòng không và 50 súng máy hạng nặng. Để đánh chiếm Novorossisk, Cụm tập đoàn quân A sử dụng Tập đoàn quân 17, Quân đoàn bộ binh 14 của Tập đoàn quân 11.
Do địa hình và phạm vi tác chiến chật hẹp, các lực lượng trên được bố trí thành các cụm đề kháng phụ trách các hướng chủ yếu ở phía Bắc và phía Đông:
- Sư đoàn bộ binh 216 chiếm lĩnh khu vực Shapsugsk, hai tiểu đoàn chốt giữ tại các cụm đề kháng Erivansk và Semntsovsky.
- Lữ đoàn bộ binh 103 chiếm lĩnh khu vực Abinsk-Seversky trên tuyến đầu. Trong đó, hai tiểu đoàn chốt tại Krymskaya và Troiysk, một tiểu đoàn chốt tại ga Varenikovskaya.
- Các lữ đoàn bộ binh hỗn hợp 14, 142 và tiểu đoàn hải quân đánh bộ 322 bố trí phòng thủ tuyến hai tại Neberdzhayevsk.
- Sư đoàn bộ binh 77 (Azerbaizhan) triển khai tuyến phòng thủ thứ ba từ Verkhny-Bakansk qua Volchi, Vorota, Gayduk đến Kabardian.
- Các tiểu đoàn hải quân đánh bộ 35, 144 và phân đội tuần duyên 40 của Phân hạm đội Azov giữ tuyến phòng thủ thứ tư tại khu phố Tháng Mười Đỏ và Kalabatka.
- Lữ đoàn hải quân đánh bộ 83 và tiểu đoàn xe tăng độc lập 126 (có 36 xe tăng hạng nhẹ T-26) giữ tuyến phòng thủ thứ năm tại Gorno-Vesologo.
- Đoàn biên phòng Kerch (tương đương sư đoàn) lập các chốt phòng thủ bờ biển tại Anapa và Gelendzik ở phía Bắc và phía Nam căn cứ hải quân Novorossiysk.
- Tại bán đảo Taman chỉ có các đội biên phòng tuần tiễu.

Các lực lượng Đức và đồng minh Đức trong thê đội 1 tấn công Novorossiysk đợt đầu gồm 3 sư đoàn bộ binh Đức và 1 sư đoàn kỵ binh Romania. Trong các ngày tiếp theo, Quân đoàn bộ binh 14 (Đức) từ Kerch đổ bộ sang Taman cùng với 4 sư đoàn còn lại của các quân đoàn bộ binh 5 và 42 thay phiên nhau công kích Novorossiysk. Tướng Richard Ruoff, tư lệnh Tập đoàn quân 17 (Đức) cho rằng vì không có hải quân Đức hỗ trợ và hơn nữa, yếu tố bất ngờ không còn nên việc đánh chiếm Novorossiysk bằng một đòn công kích chớp nhoáng không có khả năng thành công cao; cần dùng biện pháp thay phiên tấn công nhằm tiêu hao lực lượng phòng thủ của Liên Xô.

## Diễn biến

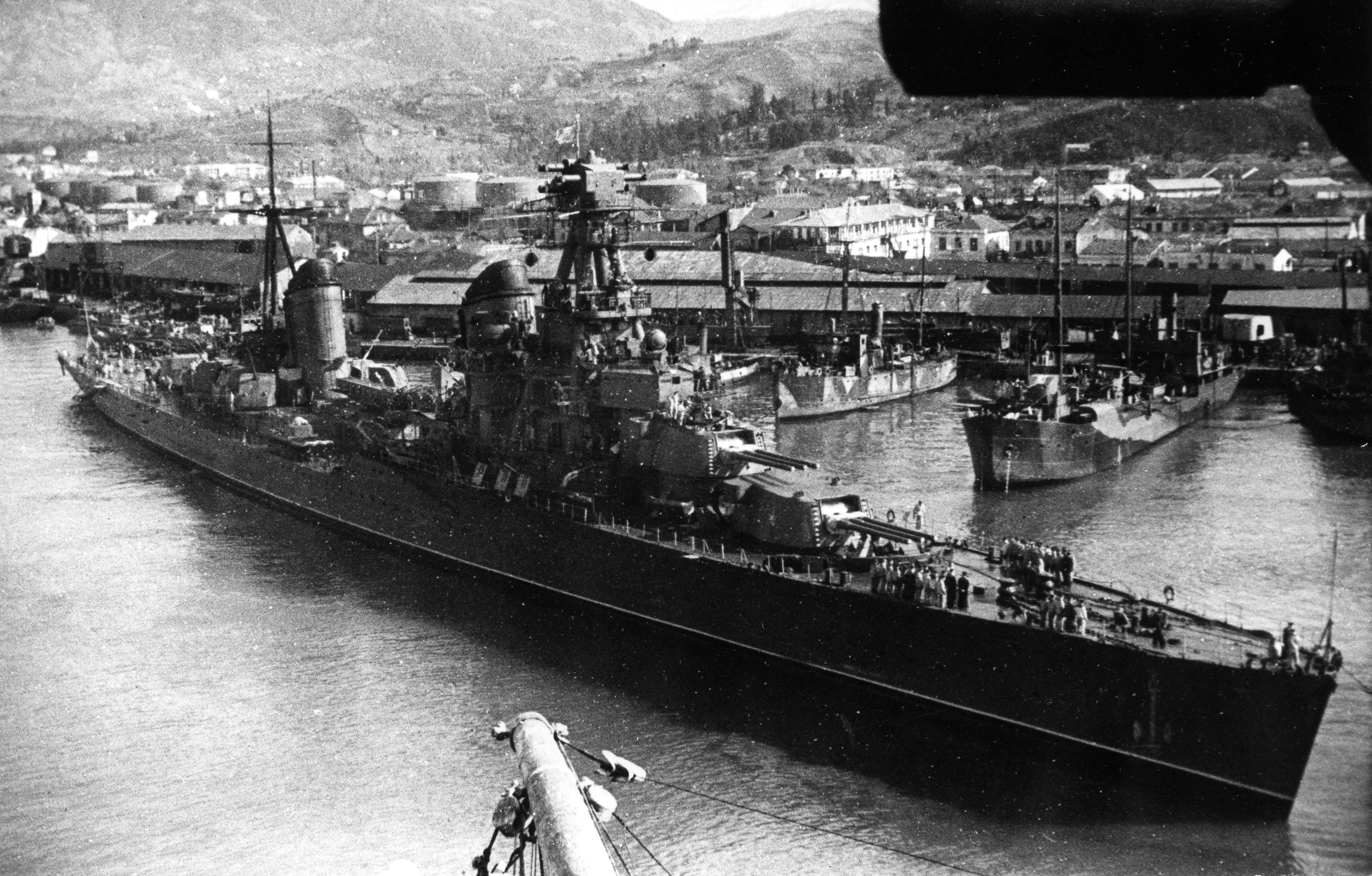
Chiến hạm Voroshilov tại cảng Batumi chuẩn bị lên đường hỗ trợ cho chiến dịch phòng thủ tại Novorossyisk

Ngày 19 tháng 8, các sư đoàn bộ binh 9 và 73 mở màn cuộc tấn công bằng các đoàn công kích vào các cụm phòng thủ Severskaya và Abinsk. Đến cuối ngày, quân Đức đã chiếm được các làng Seversk, Ilisky, Chernomorskiy và cô lập Abinsk. Đến ngày hôm sau, mọi cố gắng của quân Đức nhằm đánh bật lữ đoàn bộ binh 103 (Liên Xô) khỏi Abinsk đều bất thành. Tướng G. V. Kotov tăng viện cho cụm phòng thủ Abinsk tiểu đoàn bộ binh 144. Ngày 21 tháng 8, quân Đức chuyển hướng tấn công, để lại sư đoàn bộ binh 73 bao vây Abinsk, họ sử dụng Sư đoàn bộ binh 10 (Romania) và sư đoàn bộ binh 9 đánh chiếm các làng Anastasievskaya và Troitskaya nhưng đã bị hai tiểu đoàn của lữ đoàn bộ binh 103 chặn lại ở ga Krymsk. Cùng ngày, Sư đoàn kỵ binh 3 Romania tấn công khu phòng thủ Temryuk. Để tăng cường khu phòng thủ này, Bộ tư lệnh Tập đoàn quân 47 yêu cầu phân hạm đội Azov tăng cường tiểu đoàn hải quân đánh bộ 500 và sử dụng các tàu tuần tiễu "Bug", "Don", "Dniets" và tàu số 4 liên tục pháo kích vào đội hình tấn công của Sư đoàn kỵ binh 3 (Romania) làm sư đoàn này bị tổn thất nặng. Ngày 21 tháng 8, tướng Wilhelm Wetzel điều Sư đoàn bộ binh 35 (Đức) vào trận thay Sư đoàn kỵ binh 3 (Romania) mở lại cuộc tấn công. Lần này, quân Đức không đột kích thẳng vào cụm phòng thủ mà đi vòng qua phía rồi bao vây Temryuk từ phía Taman. Ngày 22 tháng 8, tiểu đoàn hải quân đánh bộ 500 (Liên Xô) bỏ Temryuk lên các tàu tuần tiễu rút lui về giữ Anapa. Ngày 21 tháng 8, Quân đoàn bộ binh xung kích 5 (Đức) huy động 2 sư đoàn bộ binh 9 và 73 mở cuộc đột kích lớn vào Krymsk từ hướng Anastasievskaya. Sư đoàn bộ binh 10 (Romania) tấn công từ Troiyskaya. Tướng G. P. Kotov điều thêm lữ đoàn bộ binh 83 đến tăng cường phòng thủ nhưng không chặn được đòn tấn công của ba sư đoàn Đức và Romania. Ngày 22 tháng 8, quân Đức chiếm Abinsk và Krymsk. Quân Đức đã mở được cánh cửa trên tuyến phòng thủ đầu tiên của Tập đoàn quân 47 (Liên Xô) tại Đông Bắc Novorossiysk.
Trong các ngày 22 và 23 tháng 8, các lữ đoàn bộ binh 83 và 103 (Liên Xô) lùi về tuyến phòng thủ thứ hai, cùng với các lữ đoàn 14, 142 giữ chính diện Neberdzhayevskaya, Nizhnibakanskaya, Gorno-Veselyi (Gornyy). Vấp phải đội hình phòng thủ dày đặc của bốn lữ đoàn bộ binh Liên Xô, các cuộc tấn công của các sư đoàn bộ binh 9, 35 Đức trong ngày 24 tháng 8 để khoan sâu thêm vào tuyến phòng thủ thứ hai của quân đội Liên Xô để mở tiến vào Novorossiysk qua con đường nhựa Verkhny-Bakansky đều thất bại. Ngày 25 tháng 8, tướng G. V. Kotov sử dụng sư đoàn bộ binh 77 còn sung sức mở cuộc phản kích về phía Đông Bắc Neberdzhayevsk. Tuy nhiên, sau ba ngày chiến đấu liên tục, sư đoàn bộ binh 77 chỉ chiếm được một số điểm cao không quan trọng và buộc phải dừng lại vì tổn thất nặng. Tranh thủ thời gian quân Đức tạm dừng để củng cố lực lượng, ngày 26 tháng 8, Phân hạm đội Azov điều thêm ba tiểu đoàn hải quân đánh bộ 144, 305 và 388 lập ba chốt phòng thủ quanh khu vực Anapa để giữ chặt hướng Taman. Trong 5 ngày cuối tháng 8 năm 1942, tướng Richard Ruoff bố trí lại lực lượng. Sư đoàn bộ binh 132 được đưa vào thay thế sư đoàn bộ binh 35, sư đoàn bộ binh 73 và thay sư đoàn bộ binh 9 mở hướng đột kích mới từ phía Đông qua Natukhaevskaya và Mefodiyevsk (???). Ở ven Biển Đen, sư đoàn xe tăng 22 (Đức) phối hợp với sư đoàn bộ binh 10 (Romania) đánh chiếm khu phòng thủ Anapa, làm suy yếu thêm tuyến phòng thủ của quân đội Liên Xô trên hướng Biển Đen.
Ngày 1 tháng 9, sư đoàn bộ binh 46 (Đức) và sư đoàn kỵ binh 5 (Romania) từ Kerch (Krym) đổ bộ lên bán đảo Taman và nhanh chóng được chuyển đến vùng phụ cận Novorossiysk. Ngày 2 tháng 9, quân Đức mở lại cuộc tấn công vào Novorossiysk, ép các đơn vị Liên Xô phòng thủ tại đây lùi sâu thêm đến tuyến phòng thủ thứ ba. Khu vực nội đô Novorossiysk và quân cảng bắt đầu nằm trong tầm bắn của pháo binh Đức. Bộ Tư lệnh Cụm tác chiến Biển Đen được thành lập và đã điều động sư đoàn 318 từ Tập đoàn quân 18 đến Novorossiysk bằng đường biển để bịt lỗ thủng trên tuyến phòng thủ tại Neberdzhayevsk và Verkhnebakanskiy. Hạm đội Biển Đen cũng điều thêm trung đoàn hải quân đánh bộ 200 và các tiểu đoàn hải quân đánh bộ độc lập 15, 16, 17 có tổng cộng 3.400 quân từ Poti đến Novorossiysk. Ngày 4 tháng 9, các sư đoàn bộ binh 46 và 35 (Đức) cố gắng đột nhập thành phố từ hướng Neberdzhayevsk, lữ đoàn bộ binh hỗn hợp 14 và tiểu đoàn xe tăng độc lập 126 (Liên Xô) đã tổ chức phản kích với sự yểm hộ bằng mật độ bắn phá rất cao của các pháo hạm «Харьков» và «Сообразительный». Mặc dù quân Đức phải bỏ dở cuộc tấn công nhưng Tập đoàn quân 47 vẫn không thể thiết lập được tuyến phòng thủ liên tục.
Một lần nữa, tướng Richard Ruoff lại đổi hướng tấn công, tập trung binh lực cho sư đoàn xe tăng 22 và sư đoàn bộ binh 73 công kích Novorossiysk từ hướng Tây Bắc. Ngày 5 tháng 9, xe tăng Đức vượt qua các chốt phòng thủ của quân đội Liên Xô tại Volchi-Vorota (Bolshiye Khutora), Abrau-Dyurso và Nam Ozereyka. Sáng ngày 6 tháng 9, xe tăng Đức đã đánh chiếm con đường bộ Neberdzhayevsk - Mefodievsk và lao nhanh về ngoại ô Tây Bắc Novorossiysk. Ngày hôm đó, Bộ Tư lệnh Cụm Biển Đen cách chức chỉ huy trưởng khu phòng thủ Novorossisk của tướng G. P. Kotov. Tướng A. A. Grechko được giao nhiệm vụ chỉ huy khu phòng thủ. Tuy nhiên, tình hình đã nghiêm trọng đến mức khó có thể đảo ngược. Ngày 7 tháng 9, quân Đức bắt đầu luồn qua các chỗ trống trên tuyến phòng thủ không liên tục của quân đội Liên Xô và đột nhập các khu phố phía Bắc Novorossiysk. Sư đoàn bộ binh 9 (Đức) đánh chiếm nhà ga Novorossiysk. Đến cuối ngày 9 tháng 9, sư đoàn bộ binh 73 (Đức) đã chiếm đóng các khu phố phía Tây Novorrossiysk. Từ ngày 10 đến ngày 15 tháng 9, tướng A. A. Grechko đã tập trung những lực lượng còn lại của Tập đoàn quân 47 ở phía Đông Novorossiysk, tổ chức hai chốt phòng thủ tại Gelendzhik và Arkhipo-Osipovka để ngăn không cho quân Đức đột phá dọc theo Biển Đen về phía Tuapse.
Ngày 19 tháng 9, trong một nỗ lực cuối cùng để đột phá về hướng Tuapse, tướng Richard Ruoff đưa sư đoàn bộ binh sơn chiến 5 vào trận, cùng với các sư đoàn bộ binh 9, 73 và sư đoàn kỵ binh 3 (Romania) tấn công tuyến phòng thủ phía Đông Novorossiysk hướng về Gelendzhik. Sau khi để cho kỵ binh Romania vào sâu đến 6 km trong dải phòng ngự, ngày 25 tháng 9, tướng A. A. Grechko sử dụng các sư đoàn bộ binh 77 do đại tá E. E. Kabanov, các lữ đoàn hải quân đánh bộ 83 và 255 mở một trận phản công tại khu vực Erivan (???). Sau hai ngày liên tục bị tập kích, Sư đoàn kỵ binh 3 (Romania) bị đánh tan, sư đoàn bộ binh 73 (Đức) bị thiệt hại nặng. 8.000 quân Đức và Romania chết và bị thương trong trận phản công này. Chiến dịch tấn công Novorossiysk của quân Đức kết thúc. Tướng Richard Ruoff phải chuyển các đợn vị của Tập đoàn quân 17 tại phía Bắc và Tây Novorossiysk sang thế phòng ngự, Lữ đoàn hải quân đánh bộ 255 (Liên Xô) chiếm được một căn cứ đầu cầu nhỏ phía Đông Nam Novorossiysk mà sau này, trở nên nổi tiếng với biệt danh "Đất Nhỏ". Trong cuộc phản công diễn ra vào tháng 1 năm 1943, căn cứ này trở thành bàn đạp quan trọng để Quân đội và Hải quân Liên Xô lấy lại Novorossiysk và mở các chiến dịch chiếm lại bán đảo Taman trong năm 1943.

## Kết quả và ảnh hưởng
Cho dù vẫn giữ được một mỏm đất ở phía Đông Nam Novorossysk như việc để cho quân Đức đánh chiếm quân cảng này là một thiệt hại lớn đối với Hạm đội Biển đen và Hải quân Liên Xô. Trong khi Quân đoàn xe tăng 3, Quân đoàn bộ binh 44 và Quân đoàn bộ binh sơn chiến 49 (Đức) đang mở cuộc tấn công lớn vào Tuapse nhằm cắt đôi mặt trận của Cụm tác chiến Biển Đen (Liên Xô) thì việc để mất căn cứ hải quân và hậu cần gần nhất là Novorossysk đã làm cho việc yểm hộ khu phòng thủ Tuapse nói riêng cũng như việc tiếp tế hậu cần cho toàn bộ Cụm Biển Đen nói chung của quân đội Liên Xô khó khăn hơn rất nhiều. Các hạm tàu phải di chuyển xa hơn và neo đậu tại các bến cảng không thuận tiện. Việc quân đội Đức tiến đến Novorossiysk cũng tạo nên một mối đe dọa khác vào phía sau khu phòng thủ Tuapse, làm cho quân đội Liên Xô buộc phải chia lực lượng của mình trấn giữ thêm một hướng trong khi binh lực của toàn bộ Cụm tác chiến Biển Đen đã bị rải mỏng dọc theo các triền núi phía Tây Bắc dãy Kavkaz.
Mặc dù chiếm được quân cảng Novorossiysk nhưng với thất bại của Tập đoàn quân 17 (Đức) trong việc đẩy Tập đoàn quân 47 (Liên Xô) lùi xa hơn khỏi phía đông Novorossiysk, quân đội Liên Xô đã thường xuyên dùng pháo binh hạng nặng và không quân bắn phá các bến tàu và các khu vực xung quanh cảng. Hải quân Đức ở Biển Đen không có các hạm đội mạnh nên không thể mạo hiểm đương đầu với một lực lượng các tàu nổi và tàu ngầm Liên Xô. Việc đặt quân cảng Novorossiysk vào tầm bắn của các loại hỏa lực của quân đội Liên Xô cũng làm cho quân Đức không thể sử dụng được căn cứ hải quân quan trọng này tiếp tế và yểm hộ cho các lực lượng trên bộ.
Thất bại của Tập đoàn quân 17 (Đức) trong việc tiếp tục tiến quân dọc theo bờ Tây Biển Đen để tránh các dãy núi phía Tây Bắc Kavkaz cũng làm tiêu tan ý đồ của tướng Richarrd Rouff trong việc mở thêm một mũi đột kích vào sau lưng khu phòng thủ Tuapse và cũng bỏ dở luôn cả việc thực hiện các đòn tấn công để chia cắt Cụm tác chiến Biển Đen của quân đội Liên Xô. Cuối tháng 9, tướng Richarrd Rouff lại phải điều động chủ lực của mình trở lại công kích Tuapse từ phía sông Psise. Hai lần chuyển quân trên đường núi hiểm trở từ sườn trái sang sườn phải và ngược lại với cự ly hơn 150 km đã làm cho Tập đoàn quân 17 (Đức) vốn đã bị tiêu hao trong chiến đấu càng thêm mệt mỏi và giảm sút nghiêm trọng về sinh lực.